# Síndrome de Knobloch
El síndrome de Knobloch es una enfermedad genética rara, caracterizada por presentar problemas severos en la visión y, a menudo, defectos en el cráneo. Lleva el nombre del oftalmólogo William Hunter Knobloch (1926 - 2015), quien fue el primero en describir el síndrome en 1971.

### Causas
El síndrome de Knobloch está causado por mutaciones en un gen heredado con un patrón autosómico recesivo. Estas mutaciones han sido encontradas en el gen COL18Un1, el cual ordena la formación de una proteína que construye colágeno XVIII. Este tipo de colágeno se encuentra en las membranas basales de varios tejidos del cuerpo. Se cree que la deficiencia de éste en el ojo es responsable de afectar el desarrollo normal del mismo. Hay dos tipos de síndrome de Knobloch y se ha hecho lugar para un tercer tipo. Cuando el síndrome es causado por mutaciones en el gen COL18Un1 se denomina síndrome de Knobloch tipo I. Los genes que causan los tipos II y III todavía no se han identificado.

### Manifestaciones clínicas
Una manifestación clínica habitual es la degeneración del humor vítreo y la retina, dos componentes del ojo. Esta crisis a menudo resulta en la separación de la retina (el tejido fotosensible en la parte posterior del ojo) del ojo, lo que se denomina desprendimiento de retina, lo cual puede ser recurrente. La miopía extrema (dificultad para enfocar los objetos lejanos) es una característica común. La limitada evidencia, obtenida a partir de electrorretinografías sugiere que un patrón de disfunción cono-bastón también es característico del síndrome.
El síndrome de Knobloch también está caracterizado por presentar cataratas, cristalinos dislocados con defectos de cráneo como encefalocele occipital y aplasia occipital. El encefalocele es un defecto del tubo neural donde el cráneo no se ha cerrado completamente y donde se presentan protrusiones del cerebro a forma de saco que pueden salir a través del cráneo; ( puede deberse también a otras causas). En el síndrome de Knobloch esto se puede apreciar, por lo general, en la región occipital, y la aplasia, que es el subdesarrollo de tejido, nuevamente es apreciable sobre todo en la región occipital.

### Diagnóstico

#### Métodos diagnósticos
El diagnóstico se basa en la búsqueda de anomalías oculares y encefalocele occipital (detectado mediante tomografía computarizada y resonancia magnética).

#### Diagnóstico diferencial
El diagnóstico diferencial debe incluir los siguientes síndromes: síndrome de Stickler, Wagner, Marshall, Meckel y HARD ± E.

### Patrón de herencia
Como se mencionó previamente, el patrón de herencia es autosómico recesivo, lo que quiere decir que ambas copias del gen en cada célula tienen la mutación (siendo la única forma de que el síndrome se exprese). Los padres de un individuo con una patología autosómica recesiva poseen una copia del gen mutado cada uno.

### Tratamiento
El manejo de las manifestaciones oculares requiere la derivación a un oftalmólogo especialista en retinopatías. Las modalidades de tratamiento incluyen la cirugía de reinserción retiniana, el tratamiento profiláctico de la patología vitreorretiniana y la terapia fotodinámica. El encefalocele debe tratarse con métodos quirúrgicos, con el objetivo de restablecer la anatomía normal con la reparación de la duramadre, hueso y piel defectuosos.

### Pronóstico
Dadas las afecciones oculares en el Síndrome de Knobloch, que incluyen la degeneración vitreorretiniana con desprendimiento de retina y anomalías maculares, las cuales son severas y progresivas; por lo que por lo general llevan a una ceguera bilateral a una edad temprana.